# Ivica Zubac
Ivica Zubac (Mostar,1997. március 18. –) horvát válogatott kosárlabdázó, az National Basketball Associationben szereplő Los Angeles Clippers játékosa. A Los Angeles Lakers a 2016-os NBA-drafton a második körben választotta ki. A Lakers csapatában játszott a 2019-ig, amikor a Clippershez cserélték. A 2021-es NBA-rájátszás során segítette a Clipperst a franchise történetében először bejutni a nyugati főcsoportdöntőbe.

## Korai évei
Zubac Mostarban, Bosznia-Hercegovinában született. Čitlukban nőtt fel, a horvát határtól keletre. Kettős állampolgárságú, de teljes mértékben horvátnak vallja magát.

## Profi pályafutása

### Európa (2013–2016)
Zubac a Cibona utánpótlás-rendszerén keresztül nevelkedett, majd a 2013–2014-es szezonban a Zrinjevac csapatában játszott a horvát másodosztályban. A következő szezonban bekerült a Cibona férfi csapatának keretébe, Dario Šarić távozása után olyan tehetségekhez csatlakozott, mint Nik Slavica és Ante Žižić . Zubac első évében a horvát élvonalbeli A-1-es ligában és az ABA Ligában játszott, második évében pedig a FIBA Európa-kupában is pályára lépett. 2016 februárjában a csapat anyagi nehézségei miatt elhagyta a Cibonát, és a szerb Mega Lekshez szerződött.

### Los Angeles Lakers (2016–2019)

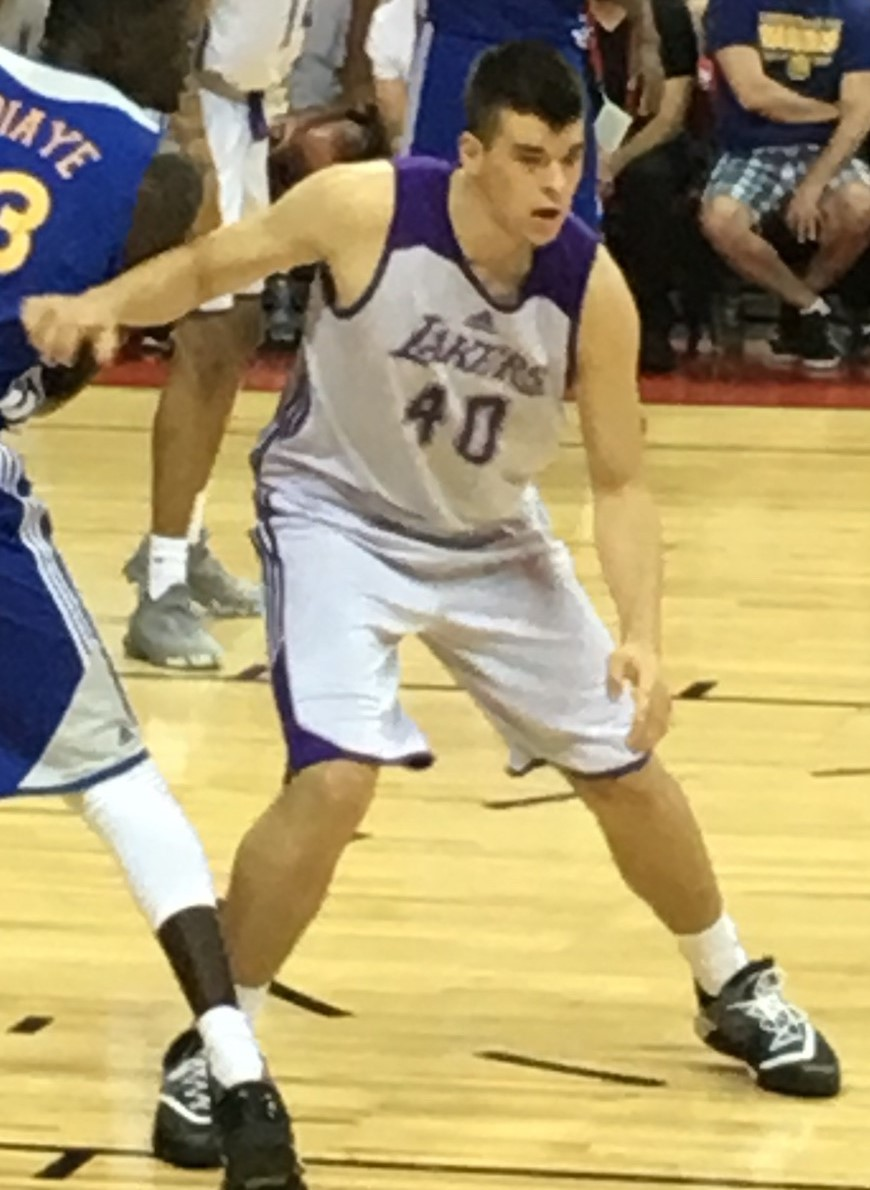
Zubac a Los Angeles Lakers csapatával az NBA nyári ligáján 2016-ban

2016. június 23-án Zubacot a Los Angeles Lakers a 2016-os NBA-drafton a 32. összesített választással választotta ki. Július 7-én szerződést írt alá a Lakersszel, és csatlakozott a csapathoz a 2016-os NBA Nyári Ligában . Zubac 2016. november 2-án debütált az NBA-ben, hat pontot szerzett, amikor a Lakers 123–116-ra legyőzte az Atlanta Hawks csapatát. Miután a szezon első felében mindössze 10 NBA-mérkőzésen lépett pályára, Zubac 2017. január 17-én a Denver Nuggets ellen produkálta szezonbeli legjobb meccsét. Megszerezte első dupla-dupláját, 11 pontot szerzett és csapatszinten a legtöbb (13) lepattanót szedte le. A 127–121-re elvesztett mérkőzésen három blokkolt dobása is volt. 2017. március 12-én Zubac 10 pontot, hat lepattanót és szezoncsúcsot jelentő négy blokkolt dobást jegyzett a Philadelphia 76ers elleni 118–116-os vereség alkalmával. A következő este szezonbeli legjobb meccsét produkálta, karriercsúcsot jelentő 25 pontot szerzett 15-ből 12-es mezőnymutatóvalt, és 11 lepattanót szedett le a Denver Nuggets elleni 129–101-es vereség alkalmával. 2017. március 31-én Zubacot a jobb bokájában elszenvedett magas bokaszalag-húzódás miatt a szezon hátralévő részére nem játszatták. Újonc szezonja alatt Zubac többször is kapott lehetőséget a Los Angeles D-Fenders csapatánál, a Lakers D-League-beli csapatánál.
A 2017–2018-as szezonban Zubac szintén sok lehetőséget kapott a South Bay Lakersnél, a Lakers NBA G League-beli csapatánál az NBA-alapszakaszban kapott korlátozott játékidő miatt.

### Los Angeles Clippers (2019–napjainkig)
2019. február 7-én Zubacot és Michael Beasley-t elcserélték a Los Angeles Clippershez Mike Muscaláért cserébe. Zubac a szezon utolsó szakaszában kulcsfontosságú tagjává vált a Clippersnél, végül pályafutása során először jutott be a rájátszásba.
2020. február 22-én Zubac szezoncsúcsot jelentő 15 lepattanót szerzett 20 perc játék alatt a Sacramento Kings ellen. A Houston Rockets elleni győzelem során Zubac tökéletes, 6/6-os mezőny-teljesítményt produkált, és szezoncsúcsot jelentő 17 pontot szerzett, emellett 12 lepattanót szedett és 1 blokkot osztott ki. 2020. augusztus 6-án Zubac 24 perc alatt, 100%-os mezőnyhatékonysággal 21 pontot és 15 lepattanót szerzett a Dallas Mavericks elleni 126–111-es győzelem során. Ezzel Zubac lett az első játékos amióta bevezették a támadóidőt, aki 30 perc játékidő alatt 100%-os pontossággal 20+ pontot és 15+ lepattanót szerzett.
2021. február 15-én Zubac szezoncsúcsot jelentő 22 pontot szerzett és 8 lepattanót szedett le a Miami Heat elleni 125–118-as győzelem során. Április 14-én Zubac dupla-duplát ért el 18 ponttal és 13 lepattanóval a Detroit Pistons elleni 100–98-as győzelem során.
2022. január 19-én Zubac karriercsúcsot jelentő 32 pontot szerzett és 10 lepattanót szedett le a Denver Nuggets elleni 130–128-as hosszabbításos vereség során. A 2021-22-es NBA-szezonban összességében Zubac pályafutása során először 76 mérkőzésen volt kezdő, és átlagosan 10,3 pontot és 8,5 lepattanót szerzett meccsenként, ami karriercsúcsot jelentett.
2022. június 28-án Zubac egy hároméves, 33 millió dolláros szerződéshosszabbítást írt alá a Clippers csapatával. November 27-én Zubac 31 pontot és pályafutása során eddigi legjobbnak számító 29 lepattanót szerzett az Indiana Pacers elleni 114–110-es győzelem során.
2024. április 21-én Zubac rájátszásbeli karriercsúcsot jelentő 20 pontot és 15 lepattanót szerzett a Dallas Mavericks elleni 109–97-es győzelem során.
2024. augusztus 30-án Zubac hároméves, 58,6 millió dolláros szerződéshosszabbítást írt alá a Clippersszel. Jelentősen fejlődött a következő idényben, átlagosan karriercsúcsot szerzett lepattanókban és pontokban, ami miatt a Lakers sztárja , LeBron James azt kívánta, bárcsak megtartották volna, tekintve a figyelemre méltó fejlődését. 2025. április 9-én Zubac megszerezte karrierje első tripla-dupláját 20 ponttal, 11 lepattanóval és 10 gólpasszal a Houston Rockets elleni 134–117-es győzelem során.

## Válogatott karrierje
Zubac képviselte a horvát junior válogatottat a 2013-as FIBA U16-os Európa-bajnokságon. Átlagosan 17,6 pontot és 7,9 lepattanót szerzett meccsenként a 2015-ös görögországi FIBA U19-es világbajnokságon, miközben a eurobasket.com európai kosárlabda weboldal beválasztotta az All-World U19-es második csapatába. Zubac átlagosan kétszámjegyű pontot (15,8 pont meccsenként) és lepattanót (12,9 lepattanó meccsenként) szerzett, valamint meccsenként 3,0 blokkot is jegyzett a 2015-ös FIBA Európa U18-as bajnokságon, miközben bekerült a torna második csapatába ( az eurobasket.com által összeállított válogatás alapján).

## Statisztika

### Alapszakasz
| Év        | Csapat               | JM  | KM  | JP/M | MG%  | 3P%  | BD%  | LP/M | GP/M | L/M | B/M | P/M  |
| --------- | -------------------- | --- | --- | ---- | ---- | ---- | ---- | ---- | ---- | --- | --- | ---- |
| 2016–2017 | Los Angeles Lakers   | 38  | 11  | 16,0 | .529 | .000 | .653 | 4,2  | 0,8  | 0,4 | 0,9 | 7,5  |
| 2017–2018 | Los Angeles Lakers   | 43  | 0   | 9,5  | .500 | .000 | .765 | 2,8  | 0,6  | 0,2 | 0,3 | 3,7  |
| 2018–2019 | Los Angeles Lakers   | 33  | 12  | 15,6 | .580 | —    | .864 | 4,9  | 0,8  | 0,1 | 0,8 | 8,5  |
| 2018–2019 | Los Angeles Clippers | 26  | 25  | 20,1 | .538 | —    | .733 | 7,7  | 1,5  | 0,4 | 0,9 | 9,4  |
| 2019–2020 | Los Angeles Clippers | 72  | 70  | 18,4 | .613 | .000 | .747 | 7,5  | 1,1  | 0,2 | 0,9 | 8,3  |
| 2020–2021 | Los Angeles Clippers | 72* | 33  | 22,3 | .652 | .250 | .789 | 7,2  | 1,3  | 0,3 | 0,9 | 9,0  |
| 2021–2022 | Los Angeles Clippers | 76  | 76  | 24,4 | .626 | —    | .727 | 8,5  | 1,6  | 0,5 | 1,0 | 10,3 |
| 2022–2023 | Los Angeles Clippers | 76  | 76  | 28,5 | .634 | .000 | .697 | 9,9  | 1,0  | 0,4 | 1,3 | 10,8 |
| 2023–2024 | Los Angeles Clippers | 68  | 68  | 26,4 | .649 | —    | .723 | 9,2  | 1,4  | 0,3 | 1,2 | 11,7 |
| 2024–2025 | Los Angeles Clippers | 80  | 80  | 32,8 | .628 | —    | .661 | 12,6 | 2,7  | 0,7 | 1,1 | 16,8 |
| Karrier   | Karrier              | 584 | 451 | 23,0 | .616 | .083 | .726 | 8,1  | 1,4  | 0,4 | 1,0 | 10,2 |

### Rájátszás
| Év      | Csapat               | JM | KM | JP/M | MG%  | 3P% | BD%  | LP/M | GP/M | L/M | B/M | P/M  |
| ------- | -------------------- | -- | -- | ---- | ---- | --- | ---- | ---- | ---- | --- | --- | ---- |
| 2019    | Los Angeles Clippers | 4  | 3  | 9,7  | .500 | —   | .667 | 5,5  | 0,3  | 0,5 | 0,5 | 5,0  |
| 2020    | Los Angeles Clippers | 13 | 13 | 24,6 | .564 | —   | .811 | 7,2  | 0,6  | 0,2 | 0,8 | 9,1  |
| 2021    | Los Angeles Clippers | 17 | 7  | 17,7 | .596 | —   | .796 | 5,8  | 0,4  | 0,1 | 0,7 | 6,3  |
| 2023    | Los Angeles Clippers | 5  | 5  | 26,0 | .567 | —   | .750 | 9,6  | 0,6  | 0,6 | 0,2 | 9,2  |
| 2024    | Los Angeles Clippers | 6  | 6  | 32,0 | .600 | —   | .650 | 9,3  | 1,0  | 0,8 | 0,5 | 16,2 |
| 2025    | Los Angeles Clippers | 7  | 7  | 36,6 | .659 | —   | .528 | 10,1 | 2,3  | 0,7 | 1,0 | 17,4 |
| Karrier | Karrier              | 52 | 41 | 23,8 | .597 | —   | .728 | 7,5  | 0,8  | 0,4 | 0,7 | 9,8  |

## Magánélete
Az egykori NBA-játékos Zoran Planinić az unokatestvére.